# شاخه‌های پرشکوفه شاه‌بلوط
شاخه‌های پرشکوفهٔ شاه‌بلوط (به انگلیسی: Blossoming Chestnut Branches) توسط ونسان ون گوگ در زمان اقامتش در اور سور آواز در مهٔ ۱۸۹۰، آخرین سال زندگی‌اش، نقاشی شد.
این نقاشی، یکی از چهار نقاشی گم‌شده در جریان دزدی از گالری بنیاد ای. جی. بورله واقع در زوریخ در ۱۰ فوریهٔ ۲۰۰۸ بود. نه روز بعد از دزدی، این اثر، در کنار سایر آثار دزدیده‌شده، در خودرویی پارک‌شده در زوریخ پیدا و بدون آسیب به گالری بازگردانده شد.